# Salluvier

Karte mit der Verbreitung der Salluvier (Salyens) in römischer Zeit.

Die Salluvier (lat. Salluvii, in den Quellen auch Salyes (gr. Σάλυες), Sallyes (Σάλλυες) oder Sallui) waren ein Volksstamm, der im Altertum im südöstlichen Gallien siedelte.
Die Salluvier, ein keltisch-ligurisches Mischvolk, siedelten zwischen der Rhone und den südfranzösischen Seealpen beim Luberon und der Verdonschlucht. Ihr Hauptort war Entremont. Um 600 v. Chr. gründeten die Phokäer, griechische Siedler, auf dem Gebiet der Salluvier die Stadt Massilia, heute Marseille. Die Salluvier gehörten in der Folgezeit zu den mächtigsten Stämmen Galliens und waren mit einer Vielzahl kleinerer Völker verbündet, darunter die Libuer und die Segobriger. Im 2. Jahrhundert v. Chr. bedrohten sie mehrmals Massilia, das daraufhin schließlich die Römer um Hilfe rief. Diese entsandten 125/124 v. Chr. ihren Konsul Marcus Fulvius Flaccus, dem ein Sieg gegen die Ligurer, Vocontier und Salluvier gelang. Ein Jahr später kämpfte abermals ein römischer Konsul, Gaius Sextius Calvinus, gegen dieselben Volksstämme.
122 v. Chr. konnte Calvinus die Salluvier endgültig besiegen. Er ließ ihren Hauptort zerstören und dessen Einwohner – bis auf einige romfreundliche Gallier – versklaven. Anschließend gründete er in der Nähe das Kastell Aquae Sextiae Salluviorum (heute Aix-en-Provence) und machte das Gebiet zur römischen Provinz Gallia Narbonensis. Aufstände der Salluvier sind danach für das Jahr 90 v. Chr. und die Zeit Caesars bezeugt.